# П'ятницька церква (Домниця)
П'ятницька церква, Трапезна церква Параскеви П'ятниці — православний храм та пам'ятка архітектури місцевого значення у Домниці.

## Історія
Рішенням виконкому Чернігівської обласної ради народних депутатів від 26.06.1989 № 130 надано статус «пам'ятник архітектури місцевого значення» з охоронним № 63-Чг/2 під назвою «Трапезна церква Параскеви П'ятниці». Встановлено інформаційну дошку.

## Опис
Входить до комплексу споруд Домницького монастиря. П'ятницька церква була збудована 1714 року коштом Йосипа Сичівського.
Кам'яна, прямокутна у плані церква, подовжена осі захід-схід. Зі сходу примикає напівкругла апсида. Храм вінчає купол з глухим ліхтариком (без головки) на восьмигранному (вісімок) світловому барабані. Із заходу примикає двоярусна дзвіниця — четвер на четверику, увінчаний наметом. Вхід, орієнтований на південь, з боку дзвіниці, оздоблений колонним портиком із трикутним фронтоном, у тимпані фронтону — розпис.
Після закриття монастиря храм ще діяв у період 1932—1936 років. У період 1941—1952 років при П'ятницькому храмі діяв Свято-Параскевський жіночий монастир. 1992 року храм було передано релігійній громаді Домницького монастиря.
У пожежі 2020 р. храм сильно постраждав. Нині ведуться відновлювально — реставраційні роботи.